# دومنيك دولتون
دومنيك دولتون (بالإنجليزية: Domonique Dolton)‏ مواليد 20 نوفمبر 1989 في ديترويت، هو ملاكم محترف أمريكي يصنف ضمن فئة الوزن المتوسط.

## إحصائيات
خاض خلال مسيرته 18 نزالا، فاز في 17 وتعادل في 1 ولم يخسر. فاز بالضربة القاضية في 9 نزالات.

## وصلات خارجية
- دومنيك دولتون على موقع بوكس ريك (الإنجليزية) (registration required)

- الموقع الرسمي